# Paiquerê
Paiquerê é um distrito do município de Londrina, no estado brasileiro do Paraná.
A grande fertilidade do solo propiciou intenso movimento migratório para a região.  Devido as dificuldades de abastecimento, decorrentes da sede do município, tornou-se urgente a instalação de comércio de gêneros de primeira necessidade. Diante disso, dois proprietários, Rui Camargo e José Ramos, doaram uma área que passou a ser loteada em 1943 com esta finalidade. 
A economia do distrito de Paiquerê esteve inicialmente pautada em atividade agropecuária, sendo que em 1952 foi iniciado o plantio de café. Atualmente esta cultura foi substituída pela soja. 
Em 21 de dezembro de 1964, Paiquerê foi elevado a Distrito através do Decreto-lei nº 4.992. De acordo com o Instituto Brasileiro de Geografia e Estatística (IBGE), sua população no ano de 2010 era de 2 995 habitantes.
Sua Primeira designação foi "Cruzeiro do Sul". O distrito é ainda formado pelos Patrimônios de Guairacá (Cel. Santos) e Bairro do Nogueira. Paiquerê agora com muitas transformações tem suas casas populares habitadas por 156 famílias, 3 mercados, 2 escolas, 1 posto de saúde, 1 farmácia e 1 posto de gasolina.

## Origem do nome
Paiquerê, palavra de origem indígena que significa “campo em cima da serra”, o que, a rigor, seriam os campos elísios, onde, para os índios de nossa região, estava o paraíso de campos lindos, com rios límpidos que correm por vales verdes entre árvores frutíferas. Também possui significado espiritual, ou seja, "o que está acima", "o que vem de cima".A cidadezinha é um paraíso celeste, rodeados por matas virgens que bravamente desafiam a ação do homem.